# Cantó d'Angers-Nord-Est
El cantó d'Angers-Nord-Est és una antiga divisió administrativa francesa del departament de Maine i Loira, situat al districte d'Angers. Té 5 municipis i el cap es Angers. Va desaparèixer el 2015.

## Municipis
- Angers (part)
- Écouflant
- Pellouailles-les-Vignes
- Saint-Sylvain-d'Anjou
- Villevêque

## Història
| Data d'elecció                           | Identitat         | Partit | Qualitat |
| ---------------------------------------- | ----------------- | ------ | -------- |
| 1945-1951                                | Auguste Allonneau | SFIO   |          |
| 1951-1958                                | M. Pasquier       | CNI    |          |
| 1958-1976                                | Prosper David     | CNI    |          |
| 1976-1982                                | Jean Rousseau     | PS     |          |
| 1982-1988                                | Roselyne Bachelot | RPR    |          |
| 1988-2015                                | Claude Desblancs  | PS     |          |
| les dades anteriors no són pas conegudes |                   |        |          |
|                                          |                   |        |          |

## Demografia
| A partir de 1990: Població sense dobles comptes |